# منتخب الكويت لكرة الصالات للسيدات
منتخب الكويت لكرة الصالات للسيدات، بالإنجليزية Kuwait women's national futsal team- منتخب الكويت الوطني للسيدات لكرة الصالات يمثل دولة الكويت في مسابقات كرة الصالات الدولية للسيدات، وهو يخضع للاتحاد الكويتي لكرة القدم.

## تاريخ

### الظهور الأول
منتخب الكويت النسائي لكرة الصالات، هو المنتخب الأول الذي تأسس حديثاً، حيث ظهر لأول مرة في بطولة غرب آسيا لكرة الصالات للسيدات عام 2008م، والتي استضافتها الأردن، وشهدت البطولة أول مباراة رسمية للكويت ضد الأردن، حيث هزم المنتخب الكويتي بنتيجة 18 مقابل صفر، وهي أكبر هزيمة تتلقاها الكويت في تاريخها، وفي مباراة المنتخب الثانية ضد فلسطين، هزموا أيضًا من قبل المنتخب الفلسطيني بنتيجة 11 مقابل صفر. وقد أدت هذه النتائج السيئة إلى الخمول الطويل الذي عانى منه فريق الكويت.

### عصر جديد
وأخيراً وصل عصر جديد لكرة الصالات النسائية إلى الكويت. بعد عقود من الإهمال، حبث تم تعيين فاطمة حياة في مايو 2018م، بوصفها أول عضوة في مجلس إدارة اتحاد كرة القدم الكويتي. وتحت قيادة فاطمة، بدأت لجنة كرة القدم النسائية العمل على تحقيق خطوات كبيرة في مجال كرة الصالات النسائية، والتي شهدت نمواً سريعاً في الكويت. وقامت اللجنة بزيارة ولقاء نظرائها في كل من: الأردن والبحرين، بغرض الاستفادة من تجاربهم، كما التقت اللجنة أيضًا مع العديد من ممثلي الاتحاد الدولي لكرة القدم (الفيفا) لوضع استراتيجية حول أفضل السبل للمضي قدمًا. وبفضل دعم الاتحاد الدولي لكرة القدم (فيفا)، نجح اتحاد كرة القدم النسائي في تحقيق أهدافه، وقام بتعيين المدربة الشهيرة شهرزاد مظفر لقيادة فريق الكويت الوطني لكرة الصالات للسيدات.  حيث تتمتع مظفر بخبرة واسعة كمدربة لكرة الصالات، حيث استطاعت قيادة منتخب إيران للفوز ببطولة آسيا لكرة الصالات للسيدات مرتين، وذلك في عامي 2015م و2018م.
ولضمان نجاح برنامج المنتخب الكويتي، انطلقت أول بطولة وطنية لكرة الصالات للسيدات في يناير 2019م. ولعب الاتحاد دوراً مهمًا في مساعدة المدرب مظفر في اختيار اللاعبات اللاتي سوف يمثلن منتخب الكويت الوطني لكرة الصالات للسيدات. وبعد مشاهدتهن وهن يلعبن لصالح أنديتهن، قامت المدربة شهرزاد مظفر باختيار 17 لاعبة لتمثيل الكويت في كرة الصالات النسائية. كما أن الاتحاد الآسيوي لكرة القدم ساهم في جدولة مباريات ودية ضد تركمانستان  والبحرين. وقد ساهمت هذه المباريات الودية في اكتساب اللاعبات الخبرة في خوض المباريات الدولية وأعدتهن لكأس مجلس التعاون الخليجي لكرة الصالات في نوفمبر 2019م، والتي استضافتها الكويت بهدف المشاركة في نهائيات كأس آسيا 2020م . وفي عام 2020م، حققت اللجنة النسائية في اتحاد كرة القدم الكويتي إنجازًا تاريخيًا، وذلك عندما تم بث نهائي دوري كرة الصالات الوطني للسيدات الكويتي بين نادي الكويت الرياضي ونادي العربي الرياضي مباشرة على التلفزيون الوطني لأول مرة على الإطلاق، وقد كان ذلك في فبراير، الأمر الذي مثل مسارًا تاريخيًا نحو تحسين الألعاب النسائية في الشرق الأوسط. 
تحت إشراف المدرب الإيراني، استطاعت الكويت الحصول على أول ميدالية فضية لها على الإطلاق، وذلك في دورة الألعاب الخليجية 2022م.  عادت الكويت للمشاركة في بطولة غرب آسيا للسيدات لكرة الصالات في نسختها الثالثة، التي استضافتها المملكة العربية السعودية. وقد بدأ المنتخب الكويتي مباراته الأولى بأسلوب رائع، واستطاع الحصول على أول ثلاث نقاط، وذلك بعد فوزهم على المضيف بنتيجة 3-1.  كما شهدت مباراة المنتخب الثانية، والتي كانت ضد سلطنة عمان، التي ظهرت لأول مرة، فوز المنتخب الكويتي بفارق خمسة أهداف، وهو أكبر فوز للكويت وقتها.  وعلى الرغم من وصول المنتخب الكويتي إلى الدور نصف النهائي دون هزيمة، إلا أنه تعرض لصدمة كبيرة على يد المنتخب العراقي، وذلك عندما هُزم بنتيجة 12-0. وقد أدى ذلك إلى انتقادات كبيرة للفريق الفني.

## النتائج والمباريات

### 2008
| 28 يوليو 2008 بطولة انحاد غرب آسيا لكرة الصالات للسيدات 2008، المجموعة "ب" | الأردن | 18–0 | الكويت | الأردن |
| 18:00 ت ع م+3                                                              |        |      |        |        |

| 30 يوليو 2008 بطولة غرب آسيا لكرة الصالات للسيدات 2008، المجموعة "ب" | فلسطين | 11–0 | الكويت | الأردن |
| 20:00 ت ع م+3                                                        |        |      |        |        |

### 2019
| 31 مارس 2019 ودية | الكويت | 0–6 | تركمانستان | مدينة الكويت، الكويت |
| --:-- ت ع م+3     |        |     |            |                      |

| 3 أبريل 2019 ودية | الكويت | 1–5 | تركمانستان | مدينة الكويت، الكويت |
| --:-- ت ع م+3     |        |     |            |                      |

| 6 أبريل 2019 ودية | الكويت | 1–4 | البحرين | مدينة الكويت، الكويت |
| --:-- ت ع م+3     |        |     |         |                      |

| 7 سبتمبر 2019 CFA 2019 Belt and Road Cup | تايلاند | 10–1 | الكويت | تشنغدو، الصين |
| --:-- ت ع م+8                            |         |      |        |               |

| 8 سبتمبر 2019 CFA 2019 Belt and Road Cup | الصين | 12–0 | الكويت | تشنغدو، الصين |
| --:-- ت ع م+8                            |       |      |        |               |

| 10 سبتمبر 2019 CFA 2019 Belt and Road Cup | نيوزيلندا | 4–0 | الكويت | تشنغدو، الصين |
| --:-- ت ع م+8                             |           |     |        |               |

| 26 سبتمبر 2019 ودية | الكويت | 0–6 | لبنان | مدينة الكويت، الكويت |
| 18:30 ت ع م+3       |        |     |       |                      |

| 29 سبتمبر 2019 ودية | الكويت | 1–3 | لبنان | مدينة الكويت، الكويت |
| 18:30 ت ع م+3       |        |     |       |                      |

| 16 أكتوبر 2019 ودية | الكويت | 4–0 | أفغانستان | مدينة الكويت، الكويت |
| --:-- ت ع م+3       |        |     |           |                      |

| 16 أكتوبر 2019 ودية | الكويت | 3–3 | أفغانستان | مدينة الكويت، الكويت |
| --:-- ت ع م+3       |        |     |           |                      |

| 27 أكتوبر 2019 دورة الألعاب الخليجية للسيدات 2019 | الكويت | 1–1 | الإمارات العربية المتحدة | مدينة القرين، الكويت |
| --:-- ت ع م+3                                     |        |     |                          |                      |

| 28 أكتوبر 2019 دورة الألعاب الخليجية للسيدات 2019 | الكويت | 3–4 | السعودية | مدينة القرين، الكويت |
| --:-- ت ع م+3                                     |        |     |          |                      |

| 30 أكتوبر 2019 دورة الألعاب الخليجية للسيدات 2019 | الكويت | 0–4 | البحرين | مدينة القرين، الكويت |
| --:-- ت ع م+3                                     |        |     |         |                      |

### 2022
| 5 مايو 2022 ودية | قرغيزستان | 1–1 | الكويت | بيشكيك، قرغيزستان |
| --:-- ت ع م+6    |           |     |        |                   |

| 7 مايو 2022 ودية | قرغيزستان | 1–3 | الكويت | بيشكيك، قرغيزستان |
| 18:00 ت ع م+6    |           |     |        |                   |

| 16 مايو 2022 دورة الألعاب الخليجية 2022 | الإمارات العربية المتحدة | 1–1    | الكويت | صباح السالم، الكويت                      |
| 19:00 ت ع م+3                           |                          | Report |        | الملعب: مجمع الشيح سعد العبدالله الرياضي |

| 18 مايو 2022 دورة الألعاب الخليجية 2022 | الكويت | 1–2    | السعودية | صباح السالم، الكويت                       |
| 19:00 ت ع م+3                           |        | Report |          | الملعب: مجمع الشيخ سعد العبد الله الرياضي |

| 19 مايو 2022 دورة الألعاب الخليجية 2022 | الكويت | 1–2    | البحرين                     | صباح السالم، الكويت                       |
| 19:30 ت ع م+3                           |        | Report | - Sowar 23' - AlKhattal 29' | الملعب: مجمع الشيخ سعد العبد الله الرياضي |

| 21 مايو 2022 نصف نهائي دورة الألهعاب الخليجية 2022 | الكويت | 2–2 (ب.و.إ.) (3–1 ج) | السعودية | صباح السالم، الكويت                       |
| 19:30 ت ع م+3                                      |        | Report               |          | الملعب: مجمع الشيخ سعد العبد الله الرياضي |

| 24 مايو 2022 نهائي دورة الألعاب الخليجية 2022 | الكويت | 1–2    | البحرين | صباح السالم، الكويت                       |
| 18:00 ت ع م+3                                 |        | Report |         | الملعب: مجمع الشيخ سعد العبد الله الرياضي |

| 16 يونيو 2022 بطولة اتحاد غرب آسيالكرة الصالات للسيدات 2022، المجموعة "ب" | الكويت | 3–1    | السعودية | جدة، المملكة العربية السعودية         |
| 20:30 ت ع م+3                                                             |        | Report |          | الملعب: مدينة الملك عبد الله الرياضية |

| 18 يونيو 2022 بطولة اتحاد غرب آسيا لكرة الصالات للسيدات 2022، المجموعة "ب" | عُمان | 1–6    | الكويت | جدة، السعودية                         |
| 20:30 ت ع م+3                                                              |      | Report |        | الملعب: مدينة الملك عبد الله الرياضية |

| 22 يونيو 2022 نصف نهائي بطولة اتحاد غرب آسيا لكرة الصالات للسيدات 2022 | الكويت | 0–12   | العراق | جدة، السعودية                         |
| 20:30 ت ع م+3                                                          |        | Report |        | الملعب: مدينة الملك عبد الله الرياضية |

| 24 يونيو 2022 بطولة اتحاد غرب آسيا لكرة الصالات للسيدات 2022- مباراة تحديد المركز الثالث | البحرين | 2–0    | الكويت | جدة، السعودية                         |
| 18:15 ت ع م+3                                                                            |         | Report |        | الملعب: مدينة الملك عبد الله الرياضية |

### 2025
| 11 يناير 2025 تصنيفات كأس آسيا لكرة الصالات للسيدات 2025 | الكويت | 1–4    | الفلبين | طشقند، أوزبكستان |
| 18:00 ت ع م+5                                            |        | Report |         |                  |

| 13 يناير 2025 تصفيات كأس آسيا لكرة الصالات للسيدات 2025 | الكويت | 0–5 | أستراليا | طشقند، أوزبكستان |
| 18:00                                                   |        |     |          |                  |

| 15 يناير 2025 تصفيات كأس آسيا لكرة الصالات للسيدات 2025 | أوزبكستان | 5–0    | الكويت | طشقند، أوزبكستان |
| 18:00                                                   |           | Report |        |                  |

| 17 يناير 2025 تصفيات كأس آسيا لكرة الصالات للسيدات 2025 | تركمانستان | 4–3    | الكويت | طشقند، أوزبكستان                               |
| 15:00                                                   |            | Report |        | الحكم: Najat Al-Blooshi (United Arab Emirates) |

## طاقم التدريب

### الطاقم التدريبي الحالي
| المهمة        | الاسم       |
| ------------- | ----------- |
| المدرب الرئيس | شهرزاد مظفر |

### الفريق الحالي
تم استدعاء اللاعبات التالية للمشاركة في بطولة غرب آسيا لكرة الصالات للسيدات 2022م، في الفترة من 16 إلى 22 يوليو 2022م

| رقم. | المركز. | اسم اللاعب              | تاريخ الميلاد (العمر) | لعب | النادي              |
| ---- | ------- | ----------------------- | --------------------- | --- | ------------------- |
| 1    | حارس    | رزان العنزي             |                       |     | نادي العربي         |
| 13   | حارس    | ياسمين عبد الله         |                       |     | نادي الفتاة الرياضي |
| 2    | FP      | لورا الثويني            |                       |     | نادي العربي         |
| 3    | FP      | دينا علي                |                       |     | نادي الفتاة الرياضي |
| 4    | FP      | نور الحرز               |                       |     | نادي الفتاة الرياضي |
| 5    | FP      | شيخة الربان             |                       |     | نادي الفتاة الرياضي |
| 6    | FP      | مريم نور                |                       |     | نادي العربي         |
| 7    | FP      | نهال الصقعبي            |                       |     | نادي الكويت الرياضي |
| 8    | FP      | عبير الرفاعي            |                       |     | نادي الكويت الرياضي |
| 9    | FP      | زينة سلامة              |                       |     | نادي العربي         |
| 10   | FP      | ريم الملا               |                       |     | نادي الكويت الرياضي |
| 12   | FP      | شروق باشا               |                       |     | نادي العربي         |
| 14   | FP      | فجر أحمد (كابتن الفريق) |                       |     | نادي الكويت الرياضي |

## السجل التنافسي

### كأس العالم لكرة الصالات للسيدات
| سجل كأس العالم لكرة الصالات للسيدات | سجل كأس العالم لكرة الصالات للسيدات | سجل كأس العالم لكرة الصالات للسيدات | سجل كأس العالم لكرة الصالات للسيدات | سجل كأس العالم لكرة الصالات للسيدات | سجل كأس العالم لكرة الصالات للسيدات | سجل كأس العالم لكرة الصالات للسيدات | سجل كأس العالم لكرة الصالات للسيدات | سجل كأس العالم لكرة الصالات للسيدات |
| العام                               | Round                               | Position                            | GP                                  | W                                   | D                                   | L                                   | GS                                  | GA                                  |
| ----------------------------------- | ----------------------------------- | ----------------------------------- | ----------------------------------- | ----------------------------------- | ----------------------------------- | ----------------------------------- | ----------------------------------- | ----------------------------------- |
| 2025                                | لم يتأهل                            | لم يتأهل                            | لم يتأهل                            | لم يتأهل                            | لم يتأهل                            | لم يتأهل                            | لم يتأهل                            | لم يتأهل                            |
| المجموع                             | –                                   | 0/1                                 | 0                                   | 0                                   | 0                                   | 0                                   | 0                                   | 0                                   |

### كأس أسيا لكرة الصالات للسيدات
| سجل كأس آسيا لكرة الصالات للسيدات | سجل كأس آسيا لكرة الصالات للسيدات | سجل كأس آسيا لكرة الصالات للسيدات | سجل كأس آسيا لكرة الصالات للسيدات | سجل كأس آسيا لكرة الصالات للسيدات | سجل كأس آسيا لكرة الصالات للسيدات | سجل كأس آسيا لكرة الصالات للسيدات | سجل كأس آسيا لكرة الصالات للسيدات | سجل كأس آسيا لكرة الصالات للسيدات |
| المضيف / العام                    | النتيجة                           | GP                                | W                                 | D*                                | L                                 | GS                                | GA                                | GD                                |
| --------------------------------- | --------------------------------- | --------------------------------- | --------------------------------- | --------------------------------- | --------------------------------- | --------------------------------- | --------------------------------- | --------------------------------- |
| 2015                              | لم يشارك'                         | لم يشارك'                         | لم يشارك'                         | لم يشارك'                         | لم يشارك'                         | لم يشارك'                         | لم يشارك'                         | لم يشارك'                         |
| 2018                              | لم يشارك'                         | لم يشارك'                         | لم يشارك'                         | لم يشارك'                         | لم يشارك'                         | لم يشارك'                         | لم يشارك'                         | لم يشارك'                         |
| 2020                              | أُلغيت                             | أُلغيت                             | أُلغيت                             | أُلغيت                             | أُلغيت                             | أُلغيت                             | أُلغيت                             | أُلغيت                             |
| 2025                              | لم يتأهل                          | لم يتأهل                          | لم يتأهل                          | لم يتأهل                          | لم يتأهل                          | لم يتأهل                          | لم يتأهل                          | لم يتأهل                          |
| المجموع                           | 0/3                               | —                                 | —                                 | —                                 | —                                 | —                                 | —                                 | —                                 |

*تتضمن القرعة مباريات خروج المغلوب التي يتم حسمها بركلات الترجيح .

### كرة الصالات في دورة الألعاب الآسيوية للصالات والفنون القتالية
| [[كرة الصالات في دورة الألعاب الآسيوية للصالات والفنون القتالية}}]] سجل | [[كرة الصالات في دورة الألعاب الآسيوية للصالات والفنون القتالية}}]] سجل | [[كرة الصالات في دورة الألعاب الآسيوية للصالات والفنون القتالية}}]] سجل | [[كرة الصالات في دورة الألعاب الآسيوية للصالات والفنون القتالية}}]] سجل | [[كرة الصالات في دورة الألعاب الآسيوية للصالات والفنون القتالية}}]] سجل | [[كرة الصالات في دورة الألعاب الآسيوية للصالات والفنون القتالية}}]] سجل | [[كرة الصالات في دورة الألعاب الآسيوية للصالات والفنون القتالية}}]] سجل | [[كرة الصالات في دورة الألعاب الآسيوية للصالات والفنون القتالية}}]] سجل | [[كرة الصالات في دورة الألعاب الآسيوية للصالات والفنون القتالية}}]] سجل |
| المضيفون / العام                                                        | النتيجة                                                                 | GP                                                                      | W                                                                       | D*                                                                      | L                                                                       | GS                                                                      | GA                                                                      | GD                                                                      |
| ----------------------------------------------------------------------- | ----------------------------------------------------------------------- | ----------------------------------------------------------------------- | ----------------------------------------------------------------------- | ----------------------------------------------------------------------- | ----------------------------------------------------------------------- | ----------------------------------------------------------------------- | ----------------------------------------------------------------------- | ----------------------------------------------------------------------- |
| 2005                                                                    | لم يشارك                                                                | لم يشارك                                                                | لم يشارك                                                                | لم يشارك                                                                | لم يشارك                                                                | لم يشارك                                                                | لم يشارك                                                                | لم يشارك                                                                |
| 2007                                                                    | لم يشارك                                                                | لم يشارك                                                                | لم يشارك                                                                | لم يشارك                                                                | لم يشارك                                                                | لم يشارك                                                                | لم يشارك                                                                | لم يشارك                                                                |
| 2009                                                                    | لم يشارك                                                                | لم يشارك                                                                | لم يشارك                                                                | لم يشارك                                                                | لم يشارك                                                                | لم يشارك                                                                | لم يشارك                                                                | لم يشارك                                                                |
| 2013                                                                    | لم يشارك                                                                | لم يشارك                                                                | لم يشارك                                                                | لم يشارك                                                                | لم يشارك                                                                | لم يشارك                                                                | لم يشارك                                                                | لم يشارك                                                                |
| 2017                                                                    | لم يشارك                                                                | لم يشارك                                                                | لم يشارك                                                                | لم يشارك                                                                | لم يشارك                                                                | لم يشارك                                                                | لم يشارك                                                                | لم يشارك                                                                |
| المجموع                                                                 | 0/5                                                                     | —                                                                       | —                                                                       | —                                                                       | —                                                                       | —                                                                       | —                                                                       | —                                                                       |

*تتضمن القرعة مباريات خروج المغلوب التي يتم حسمها بركلات الترجيح.

### بطولة اتحاد غرب آسيا لكرة الصالات للسيدات
| [[بطولة اتحاد غرب آسيا لكرة الصالات للسيدات}}]] سجل | [[بطولة اتحاد غرب آسيا لكرة الصالات للسيدات}}]] سجل | [[بطولة اتحاد غرب آسيا لكرة الصالات للسيدات}}]] سجل | [[بطولة اتحاد غرب آسيا لكرة الصالات للسيدات}}]] سجل | [[بطولة اتحاد غرب آسيا لكرة الصالات للسيدات}}]] سجل | [[بطولة اتحاد غرب آسيا لكرة الصالات للسيدات}}]] سجل | [[بطولة اتحاد غرب آسيا لكرة الصالات للسيدات}}]] سجل | [[بطولة اتحاد غرب آسيا لكرة الصالات للسيدات}}]] سجل | [[بطولة اتحاد غرب آسيا لكرة الصالات للسيدات}}]] سجل |
| المضيفون / العام                                    | النتيجة                                             | GP                                                  | W                                                   | D*                                                  | L                                                   | GS                                                  | GA                                                  | GD                                                  |
| --------------------------------------------------- | --------------------------------------------------- | --------------------------------------------------- | --------------------------------------------------- | --------------------------------------------------- | --------------------------------------------------- | --------------------------------------------------- | --------------------------------------------------- | --------------------------------------------------- |
| 2008                                                | مرحلة المجموعات                                     | 2                                                   | 0                                                   | 0                                                   | 2                                                   | 0                                                   | 29                                                  | -29                                                 |
| 2012                                                | لم يشارك                                            | لم يشارك                                            | لم يشارك                                            | لم يشارك                                            | لم يشارك                                            | لم يشارك                                            | لم يشارك                                            | لم يشارك                                            |
| 2022                                                | المركز الرابع                                       | 4                                                   | 2                                                   | 0                                                   | 2                                                   | 9                                                   | 16                                                  | -7                                                  |
| المجموع                                             | 2/3                                                 | 6                                                   | 2                                                   | 0                                                   | 4                                                   | 9                                                   | 45                                                  | -36                                                 |

*تتضمن القرعة مباريات خروج المغلوب التي يتم حسمها بركلات الترجيح .